# Зайців реміз
Зайців реміз — повість російського письменника Миколи Семеновича Лєскова, написана у 1894 році. В цілому твір був завершений у листопаді-грудні 1894 року.  В одному із своїх листів М. С. Лєсков написав: «Рукопис готовий, але я ніяк не визначусь із назвою. Тож нехай залишається „Зайців реміз“, тобто юродство…». Спочатку М. С. Лєсков запропонував повість журналу «Російська думка», але її керівники знайшли «Зайців реміз» небезпечним та відмовились його друкувати. Відмовили М. С. Лєскову й у журналі «Вісник Європи». Вперше твір був виданий у 1917 році у журналі «Нива» (№ 34-37, 16 вересня 1917).

## Сюжет
Повість починається передмовою автора, який розповідає про своє знайомство у божевільні із Онопрієм Опанасовичем Перегудом, людиною похилого віку, дворянського роду. Далі розповідь веде Онопрій Перегуд.
Він розповідає про історію села Перегуди, що утворилося за життя козацького старшини, полковника Опанаса Опанасовича Перегуди. З того часу пішли роди Перегудів та Перегуденків до одного з яких належав і Онопрій.
За його словами, спочатку він жив у батьківському домі, а потім був відданий на службу та навчання до архієрея. Останній був вченою людиною та «навіть зі Сковородою в думках сходився…».
Але через смерть батька Онопрій повертається додому та обіймає посаду станового. Він дуже вдало ловить конокрадів та одного разу губернатор звертає його увагу на тих, хто виступає проти влади. З того часу Онопрій втрачає спокій, давши клятву обов'язково зловити такого злочинця. Поступово ця мета перетворюється на манію, Онопрій робить багато помилкових дій та зрештою, через свої вчинки, визнається божевільним і його відправляють у божевільню.
Там він знаходить для себе корисне заняття: в'яже панчохи, які роздає бідним. Крім того він намагається винайти спосіб «друкувати думки», вважаючи, що це повинно покращити світ. Онопрій створює з паперу великі літери та під час блискавки стрибає з ними на вікно, щоб вони відбилися на небі, але падає та помирає з вірою у краще життя.

## Цікаві факти
Епіграфом до повісті є неточна цитата із твору українського філософа Григорія Савича Сковороди «Діалог або розмова про давній світ», яку автор цитував за статтею Федора Зеленогорського «Питання філософії та психології».